# Ахмед Бен Белла
Ахмед бен Белла (Мухаммад Ахмад бін Балла, араб. أحمد بن بلّة, нар. 25 грудня 1916, Магнія, нині вілайят Тлемсен, Алжир — пом. 11 квітня 2012) — перший президент Алжиру, якого часто розглядають як батька алжирської нації.

## Біографія

### До незалежності Алжиру
Бен Белла народився у невеличкому селі на заході Алжиру в суфійській мусульманській родині. У 1916 році Алжир вважався невід'ємною частиною Франції. Бен Белла відвідував школу у Тлемсені, але не зміг її закінчити.
У 1936 році він вступив добровольцем до французької армії. Це був один з небагатьох способів соціального просування для алжирських мусульман у колоніальний період, і служба в армії була звичайною справою. Бен Белла був відряджений до Марселя, де у 1939—1940 роках грав як центральний півзахисник за футбольну команду «Олімпік». Йому пропонували стати професійним футболістом й лишитись у команді, але він відмовився.
1940 року Бен Белла знову вступив до армії й був нагороджений французьким Воєнним Хрестом (фр. Croix de Guerre). Після поразки Франції 1940 року його було демобілізовано, але він вступив до Першого Марокканського піхотного дивізіону, з яким воював в Італії, отримав підвищення по службі й був нагороджений Воєнною Медаллю (фр. Medaille Militaire) за хоробрість. Згодом був представлений до звання офіцера, проте відмовився його прийняти, дізнавшись про придушення французькими військами Алжирського повстання у місті Сетіф та найближчих областях у травні 1945 року. Того ж року він вступив до Партії алжирського народу, заснованої раніше Мессалі Хаджем. У 1947 році Ахмед Бен Белла був обраний членом муніципалітету свого міста.
1947 року, після свого обрання, він заснував підпільну організацію, «Організасьйон Спесіяль» (фр. Organisation Spéciale), метою якої декларувалась збройна боротьба з Францією за незалежність Алжиру. Організація стала попередницею Фронту національного визволення (ФНВ), заснованого 1954 року. У 1951 році Бен Белла був заарештований та засуджений до восьми років тюремного ув'язнення. Йому вдалось втекти з в'язниці Бліда, спочатку до Тунісу, потім до Єгипту.
На початку Алжирської війни у 1954 році Бен Белла перебував у Каїрі, де за два роки до цього сталась революція. Він став одним з дев'яти членів Революційного Комітету Єдності та Дії, який очолював новостворений ФНВ. У 1956 році, після того, як його літак був перехоплений та посаджений у Франції, Бен Белла з чотирма іншими високопоставленими членами ФНВ був заарештований і перебував у в'язниці до 1962 року. Його арешт призвів до відставки міністра закордонних справ Франції Алена Саварі.
Ще перебуваючи у в'язниці, його було обрано віце-прем'єром тимчасового уряду Алжиру. Хоч рідною мовою Бен Белли була французька, він вивчив арабську, знаходячись у в'язниці. Як і більшість арабських націоналістичних діячів того часу, Бен Белла був послідовником Насера й усіляко виступав за тісні зв'язки з Єгиптом.

### У незалежному Алжирі
Після визнання Францією незалежності Алжиру Бен Белла швидко набрав популярність. У червні 1962 року він заявив свої претензії на лідерство. Це первинно спричинило суперечки всередині ФНВ між його прибічниками та прихильниками прем'єр-міністра Бен Юсефа Бен Хедди, але вони швидко припинились через популярність Бен Белли, що швидко зростала, перед усім в армії. До вересня Бен Белла фактично контролював увесь Алжир. Він переміг на виборах 29 вересня 1962 року й був призначений прем'єр-міністром. 8 жовтня Алжир став 109-м членом ООН.
У 1963 році Ахмед Бен Белла був обраний президентом Алжиру на безальтернативних виборах. Того ж року стався Алжирсько-марокканський прикордонний конфлікт, що завершився, зрештою, перемогою Алжиру. Після стабілізації країни Бен Белла почав частіше використовувати соціалістичну риторику. Він провів земельну реформу, вигідну для бідного селянства, та ввів політику «самоуправління» на землях, що раніше належали французам. Він намагався врівноважити різні фракції в алжирському уряді — армію та ФНВ, колишні партизанські рухи, а також державну бюрократію — та зсувався дедалі більше у бік авторитарного правління. Своєю ексцентричною поведінкою та розвитком культу особи він відштовхнув багатьох колишніх соратників, й до 1964 року він приділяв все більше часу зовнішній політиці, аніж внутрішній. 30 квітня 1964 року Ахмеду Бен Беллі було присвоєно звання Героя Радянського Союзу. У 1965 році Бен Белла був скинутий в ході військового перевороту, організованого воєнним лідером та колишнім другом Бен Белли Хуарі Бумедьєном. Він перебував під домашнім арештом до 1980 року, коли йому дозволили виїхати до Швейцарії. Там він прожив 10 років у Лозанні як політичний біженець, після чого у 1990 році отримав дозвіл повернутись до Алжиру.
У 2003 році Ахмед бен Белла був обраний президентом Міжнародного руху проти вторгнення в Ірак. У інтерв'ю, даних після повернення до Алжиру, він позиціонував себе як ісламіста й миротворця. Хоча він був засновником однопартійної держави, виступав за демократію в Алжирі. Бен Белла був неоднозначною політичною фігурою, але викликав загальну повагу за свою роль в антиколоніальній боротьбі, а багато арабських інтелектуалів розглядають його як одного з останніх засновників арабського націоналізму.
Ахмед Бен Белла був головою Ради Старійшин Африканського Союзу, організації, покликаної розв'язувати й попереджати конфлікти та займався посередництвом за дорученням комісії Африканського Союзу.